# Danh sách loài nhện trong họ Palpimanidae
Đây là danh sách các loài nhện trong họ Palpimanidae.

## Anisaedus
Anisaedus Simon, 1893
- Anisaedus aethiopicus Tullgren, 1910
- Anisaedus gaujoni Simon, 1893
- Anisaedus levii Chickering, 1966
- Anisaedus pellucidas Platnick, 1975
- Anisaedus rufus (Tullgren, 1905)
- Anisaedus stridulans González, 1956

## Badia
Badia Roewer, 1961
- Badia rugosa Roewer, 1961

## Boagrius
Boagrius Simon, 1893
- Boagrius incisus Tullgren, 1910
- Boagrius pumilus Simon, 1893

## Chedima
Chedima Simon, 1873
- Chedima purpurea Simon, 1873

## Diaphorocellus
Diaphorocellus Simon, 1893
- Diaphorocellus albooculatus Lawrence, 1927
- Diaphorocellus biplagiatus Simon, 1893
- Diaphorocellus helveolus (Simon, 1910)
- Diaphorocellus rufus (Tullgren, 1910)

## Fernandezina
Fernandezina Birabén, 1951
- Fernandezina acuta Platnick, 1975
- Fernandezina dasilvai Platnick, Grismado & Ramírez, 1999
- Fernandezina divisa Platnick, 1975
- Fernandezina gyirongensis Hu & Li, 1987
- Fernandezina ilheus Platnick, Grismado & Ramírez, 1999
- Fernandezina maldonado Platnick, Grismado & Ramírez, 1999
- Fernandezina pelta Platnick, 1975
- Fernandezina pulchra Birabén, 1951
- Fernandezina saira Buckup & Ott, 2004
- Fernandezina takutu Grismado, 2002
- Fernandezina tijuca Ramírez & Grismado, 1996

## Hybosida
Hybosida Simon, 1898
- Hybosida dauban Platnick, 1979
- Hybosida lesserti Berland, 1919
- Hybosida lucida Simon, 1898
- Hybosida scabra Simon & Fage, 1922

## Ikuma
Ikuma Lawrence, 1938
- Ikuma spiculosa (Lawrence, 1927)
- Ikuma squamata Lawrence, 1938

## Notiothops
Notiothops Platnick, Grismado & Ramírez, 1999
- Notiothops birabeni (Zapfe, 1961)
- Notiothops campana Platnick, Grismado & Ramírez, 1999
- Notiothops cekalovici Platnick, Grismado & Ramírez, 1999
- Notiothops huaquen Platnick, Grismado & Ramírez, 1999
- Notiothops llolleo Platnick, Grismado & Ramírez, 1999
- Notiothops maulensis (Platnick, 1985)
- Notiothops noxiosus Platnick, Grismado & Ramírez, 1999
- Notiothops penai Platnick, Grismado & Ramírez, 1999

## Otiothops
Otiothops MacLeay, 1839
- Otiothops amazonicus Simon, 1887
- Otiothops atlanticus Platnick, Grismado & Ramírez, 1999
- Otiothops baculus Platnick, 1975
- Otiothops birabeni Mello-Leitão, 1945
- Otiothops brevis Simon, 1892
- Otiothops calcaratus Mello-Leitão, 1927
- Otiothops clavus Platnick, 1975
- Otiothops contus Platnick, 1975
- Otiothops curua Brescovit, Bonaldo & Barreiros, 2007
- Otiothops dubius Mello-Leitão, 1927
- Otiothops facis Platnick, 1975
- Otiothops franzi Wunderlich, 1999
- Otiothops fulvus (Mello-Leitão, 1932)
- Otiothops germaini Simon, 1927
- Otiothops giralunas Grismado, 2002
- Otiothops goloboffi Grismado, 1996
- Otiothops gounellei Simon, 1887
- Otiothops helena Brescovit & Bonaldo, 1993
- Otiothops hoeferi Brescovit & Bonaldo, 1993
- Otiothops iguazu Grismado, 2008
- Otiothops inflatus Platnick, 1975
- Otiothops intortus Platnick, 1975
- Otiothops kochalkai Platnick, 1978
- Otiothops lajeado Buckup & Ott, 2004
- Otiothops loris Platnick, 1975
- Otiothops luteus (Keyserling, 1891)
- Otiothops macleayi Banks, 1929
- Otiothops namratae Pillai, 2006
- Otiothops oblongus Simon, 1891
- Otiothops payak Grismado & Ramírez, 2002
- Otiothops pentucus Chickering, 1967
- Otiothops pilleus Platnick, 1975
- Otiothops platnicki Wunderlich, 1999
- Otiothops puraquequara Brescovit, Bonaldo & Barreiros, 2007
- Otiothops recurvus Platnick, 1976
- Otiothops setosus Mello-Leitão, 1927
- Otiothops typicus (Mello-Leitão, 1927)
- Otiothops walckenaeri MacLeay, 1839
- Otiothops whitticki Mello-Leitão, 1940

## Palpimanus
Palpimanus Dufour, 1820
- Palpimanus aegyptiacus Kulczynski, 1909
- Palpimanus argentinus Mello-Leitão, 1927
- Palpimanus armatus Pocock, 1898
- Palpimanus aureus Lawrence, 1927
- Palpimanus canariensis Kulczynski, 1909
- Palpimanus capensis Simon, 1893
- Palpimanus crudeni Lessert, 1936
- Palpimanus cyprius Kulczynski, 1909
- Palpimanus gibbulus Dufour, 1820
- Palpimanus giltayi Lessert, 1936
- Palpimanus globulifer Simon, 1893
- Palpimanus hesperius Simon, 1907
- Palpimanus leppanae Pocock, 1902
- Palpimanus lualabanus Benoit, 1974
- Palpimanus maroccanus Kulczynski, 1909
- Palpimanus meruensis Tullgren, 1910
- Palpimanus namaquensis Simon, 1910
- Palpimanus nubilus Simon, 1910
- Palpimanus orientalis Kulczynski, 1909
- Palpimanus paroculus Simon, 1910
- Palpimanus potteri Lawrence, 1937
- Palpimanus processiger Strand, 1913
- Palpimanus pseudarmatus Lawrence, 1952
- Palpimanus punctatus Kritscher, 1996
- Palpimanus sanguineus Strand, 1907
- Palpimanus schmitzi Kulczynski, 1909
- Palpimanus simoni Kulczynski, 1909
- Palpimanus sogdianus Charitonov, 1946
- Palpimanus stridulator Lawrence, 1962
- Palpimanus subarmatus Lawrence, 1947
- Palpimanus transvaalicus Simon, 1893
- Palpimanus tuberculatus Lawrence, 1952
- Palpimanus uncatus Kulczynski, 1909
- Palpimanus vultuosus Simon, 1897
- Palpimanus wagneri Charitonov, 1946

## Sarascelis
Sarascelis Simon, 1887
- Sarascelis chaperi Simon, 1887
- Sarascelis junquai Jézéquel, 1964
- Sarascelis kilimandjari (Berland, 1920)
- Sarascelis lamtoensis Jézéquel, 1964
- Sarascelis luteipes Simon, 1887
- Sarascelis raffrayi Simon, 1893
- Sarascelis rebiereae Jézéquel, 1964

## Scelidocteus
Scelidocteus Simon, 1907
- Scelidocteus baccatus Simon, 1907
- Scelidocteus berlandi Lessert, 1930
- Scelidocteus lamottei Jézéquel, 1964
- Scelidocteus ochreatus Simon, 1907
- Scelidocteus pachypus Simon, 1907
- Scelidocteus schoutedeni Benoit, 1974
- Scelidocteus vuattouxi Jézéquel, 1964

## Scelidomachus
Scelidomachus Pocock, 1899
- Scelidomachus socotranus Pocock, 1899

## Steriphopus
Steriphopus Simon, 1887
- Steriphopus crassipalpis Thorell, 1895
- Steriphopus lacertosus Simon, 1898
- Steriphopus macleayi (O. P.-Cambridge, 1873)